# Seven Sisters (Colleges)
Seven Sisters ist eine Gruppe historischer Frauencolleges in den USA, die zwischen 1837 und 1889 gegründet wurden. Sie wurde 1927 ins Leben gerufen, um höhere Ausbildung für Frauen zu unterstützen. Der Name leitet sich von den Plejaden (Sieben Schwestern) aus der griechischen Mythologie ab.

## Mitglieder
Mitglieder der „Seven Sisters“ sind:
- Mount Holyoke College, South Hadley, Massachusetts
- Vassar College, Poughkeepsie (New York) (lässt mittlerweile auch Männer zu)
- Smith College, Northampton (Massachusetts)
- Wellesley College, Wellesley (Massachusetts)
- Radcliffe College, Cambridge (Massachusetts) (mittlerweile Teil der Harvard University)
- Bryn Mawr College, Bryn Mawr (Pennsylvania)
- Barnard College, New York

## Verhältnis zuIvy League
Die „Seven Sisters“ werden allgemein als Gegenstück zu den acht Ivy-League-Colleges des Landes angesehen. Viele der „Seven Sisters“ liegen in der Nähe eines Ivy-League-Colleges, weshalb seit langer Zeit enge soziale Bande zwischen den Studenten der Colleges bestehen. Im Falle von Barnard besteht eine Kooperation mit der Columbia University.